# Clarks (Nebraska)
Clarks – wieś w Stanach Zjednoczonych, w stanie Nebraska, w hrabstwie Merrick.